# Biliarda
Biliarda neboli tisíc bilionů je přirozené číslo, které lze zapsat 1015 nebo jedničkou a za ní patnácti nulami:
1 000 000 000 000 000
V soustavě SI se biliarda označuje předponou peta-. V krátké škále (užívané zejména ve Spojených státech) se číslo 1015 nazývá kvadrilion (což v dlouhé škále označuje číslo 1024).

## Užití čísla (příklad)
Na Zemi je údajně jedna biliarda mravenců, kteří dohromady váží jako celé lidstvo. Toto tvrzení, které platilo v minulosti, je však považováno za nepravdivé, jelikož s modernizací doby se též zvyšuje váha i počet lidí na Zemi. 